# Radoslav Procházka
Pour les articles homonymes, voir Procházka.
Radoslav Procházka, né le 31 mars 1972 à Bratislava, est un avocat, professeur et homme politique slovaque.

## Biographie
Radoslav Procházka a fait des études à la faculté de droit de l'université Comenius de Bratislava de 1990 à 1995, suivies d'un doctorat en droit à Yale Law School. Il exerce le métier de juriste pour divers employeurs privés ou publics.
En 2010, il est élu député, au titre du Mouvement chrétien-démocrate (KDH). Réélu aux élections législatives de 2012, il quitte le KDH en février 2013. Au parlement, il siège, désormais comme député non-inscrit, notamment à la commission constitutionnelle. 
En janvier 2014, il pose sa candidature comme candidat indépendant à la présidence et obtient 40 000 signatures de parrainages de citoyens. Il reçoit au premier tour de 21,2 % des suffrages exprimés, ce qui le met à la troisième place.
Il fonde alors un parti politique nommé #SIEŤ en 2014 pour qu'il puisse se présenter aux élections législatives slovaques de 2016. Peu après Procházka démissionne de la présidence de son parti et abandonne la vie politique.